# 吴奇伟
吴奇伟（1891年1月8日—1953年7月11日），原名晴云，字梧生，广东大埔人，中华民国军事将领。

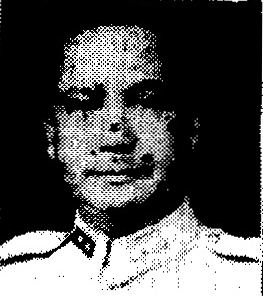

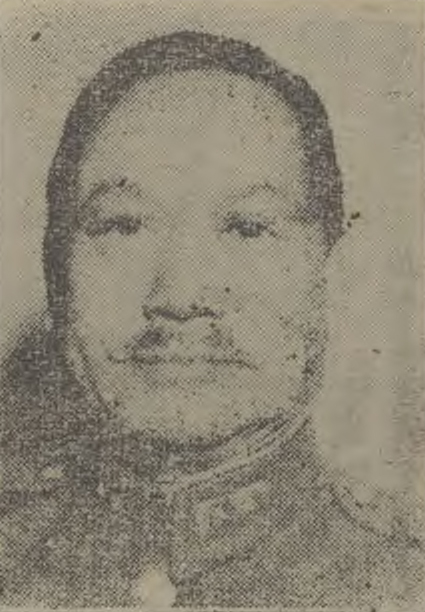

## 生平
吴奇伟早年曾就读于黄埔陆军小学、武昌陆军中学。1919年毕业于保定陆军军官学校第六期。一直与叶挺为同学7年。此后在陈炯明部下任职。
从北伐战争起，历任国民革命军第四军第三十六团参谋长、第三十四团团长、第十二师副师长兼三十团团长、第四师师长、第四军军长、第九集團軍司令等。
四渡赤水战役中，王家烈在阻击中央红军入贵州的战争中，主力尽失，仅带领剩余的1个团从遵义的南门逃出，半路遇到赶来增援的中央军第一纵队司令吴奇伟。红军根據破譯的國軍電報，長途迂迴突襲吴奇伟司令部。吳奇偉連夜一直逃到烏江口，過橋跑到烏江北岸後，命令士兵立刻砍斷渡橋的纜繩，以阻斷追來的紅軍，結果當時正在渡橋的國軍士兵落入江中，還沒有過河的士兵被紅軍追上，投降。吴奇伟武器精良的的2个师潰敗。
抗日战争初他曾率领第四军参加淞沪会战。后升任第九集团军总司令，曾任万家岭战役前敌总指挥，对万家岭大捷做出了杰出贡献。
1938年秋出任第四战区副司令长官，次年秋调任第六战区副司令长官兼长江上游江防总司令。抗战结束后出任湖南省政府主席。此后又任武汉行营副主任、华北剿匪总司令部副总司令、徐州绥靖公署副主任、广东绥靖公署副主任。
1948年他在其同宗兄弟吴启彦游说下开始倾向于中国共产党，同年出任中国国民党革命委员会中央执行委员，并于1949年5月在东江通电易幟。
1949年9月出席中国人民政治协商会议第一届全体会议，并当选第一届全国政协委员。中华人民共和国成立后，历任中南军政委员会委员、广东省人民政府委员。1953年在北京逝世。